# پتولا کلارک
پتولا سالی آلون کلارک (انگلیسی: Petula Sally Olwen Clark؛ ‏ زادهٔ ۱۵ نوامبر ۱۹۳۲) یک خواننده، بازیگر و آهنگساز اهل بریتانیا است.
از فیلم‌هایی که وی در آن نقش داشته‌است، می‌توان به این دنیای دیوانهٔ دیوانهٔ ترانه اشاره کرد.